# Dolní Nětčice
Dolní Nětčice là một làng thuộc huyện Přerov, vùng Olomoucký, Cộng hòa Séc.